# Pimpinella menachensis
Pimpinella menachensis är en flockblommig växtart som beskrevs av Georg August Schweinfurth och H.Wolff. Pimpinella menachensis ingår i släktet bockrötter, och familjen flockblommiga växter. Inga underarter finns listade i Catalogue of Life.